# 東莞嶺南美術館
東莞嶺南美術館隸屬於中華人民共和國廣東省東莞市文化廣電新聞出版局，為嶺南畫院的一部分，於2008年4月22日啟用。該館位於東莞市莞城區可園景區內，總面積達8177平方公尺，樓高3層，有6個展廳，其館藏以廣東近現代美術作品為主。

## 外部連結
- 東莞嶺南美術館 （页面存档备份，存于）